# Arvillard
Arvillard (en francoprovezal Arvelâ) es una población y comuna francesa, en la región de Ródano-Alpes, departamento de Saboya, en el distrito de Chambéry y cantón de La Rochette.

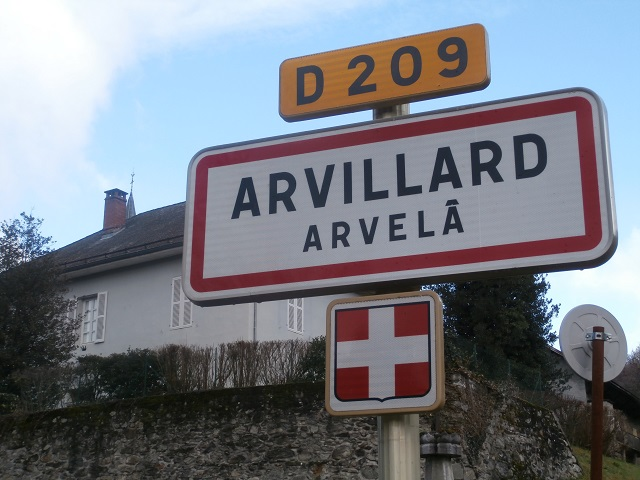
Señalización bilingüe en francés y francoprovenzal.

## Demografía
| 679 | 617 | 615 | 603 | 654 | 704 |
| Para los censos de 1962 a 1999 la población legal corresponde a la población sin duplicidades (Fuente: INSEE [Consultar]) |     |     |     |     |     |